# 刘昊 (田径运动员)
刘昊（1968年11月19日—），中国男子铅球运动员。他曾获得1994年亚洲运动会和1998年亚洲运动会男子铅球金牌。除此之外，他还获得1993年亚洲田径锦标赛男子铅球金牌和1998年亚洲田径锦标赛男子铅球银牌。